# Publio Cordón
Publio Cordón Munilla (Villar de Maya, Soria, 7 de febrero de 1935 -  11, 12 o 13 de julio de 1995) fue un empresario español, secuestrado y asesinado por los GRAPO en 1995.

## Secuestro
Publio Cordón, en el momento del secuestro, presidía Previasa y el Grupo Hospitalario Quirón. Fue capturado, como objetivo suplente, el 27 de junio de 1995 a la salida de su vivienda de Zaragoza cuando iba a hacer ejercicio por los alrededores del Canal Imperial de Aragón.
Tras pagar el rescate solicitado (400 millones de pesetas) el 17 de agosto en París, Enrique Cuadra Echeandía, integrante de GRAPO, informó a la familia que Cordón sería liberado ese día, pero no fue así. Casi un mes después, el 12 de septiembre, se dijo que sería liberado en los tres días siguientes, pero tampoco ocurrió. En 1996 el Gobierno español mantuvo contactos con miembros del grupo armado, que finalmente fracasaron al no aclarar estos lo sucedido en este secuestro.
En 2000 fue detenido Fernando Silva Sande, responsable de los comandos del GRAPO, que posteriormente fue condenado por el secuestro, y que declaró que Publio Cordón murió antes del pago del rescate al intentar fugarse y caer por la ventana de la casa donde lo retenían, y que enterraron su cadáver en la montaña. Según sus palabras, esta casa estaba en la zona del Mont Ventoux (Provenza, sureste de Francia), donde entre 2008 y 2009 la Guardia Civil buscó el cadáver sin resultados, pero posteriormente se pudo demostrar que esa no era la ubicación.
En enero de 2005 el Tribunal Supremo concedió la pensión de viudedad a la mujer de Cordón, Pilar Muro, que, arropada por el resto de la familia, tomó el relevo en la dirección del grupo Quirón, y ya en 2012, el Juzgado de Primera Instancia número 12 de Zaragoza emitió una orden por la que se declaraba a Publio legalmente fallecido.
En julio de 2012 se realizaron nuevas detenciones relacionadas con el caso y se logró identificar la casa de la ciudad francesa de Bron, junto a Lyon, donde había estado secuestrado Publio. En un armario-zulo se encontraron restos de ADN del empresario y marcas con las que había ido registrando los días transcurridos, hasta un total de quince, por lo que se asume que falleció en el 15.º o 16.º día del secuestro, entre el 11 y el 13 de julio. El cadáver todavía no ha sido encontrado.